# مديرية يريم
مديرية يريم إحدى مديريات محافظة إب في وسط اليمن. بلغ عدد سكانها 175014 نسمة عام 2004. بلغ عدد سكانها 300000 نسمة عام 2024.
تقع مديرية يريم شمال شرق محافظة إب وعاصمتها مدينة يريم، والتي تقع على سفح جبل يحصب الأثري، وقد سميت المدينة بهذا الاسم، كما يقول المؤرخون، نسبة لأحد ملوك حمير، وهو الملك يريم ذي رعين الأكبر بن زيد بن سهل بن عمرو بن قيس بن معاوية بن جشم بن عبد شمس بن وائل. وأخذت المدينة دوراً عظيماً أيام الحضارة الحميرية، وتقع المدينة على ارتفاع (2400 م) فوق مستوى سطح البحر، وعلى مسافة (50 كم) شمال مدينة إب، عاصمة المحافظة، وعلى بعد (20 كم) جنوب غرب يريم تقع مدينة ظفار، وهي عاصمة الدولة الحميرية بين عامي 115 قبل الميلاد وحتى العام 527 بعد الميلاد، وبها آثار عظيمة وصهاريج أثرية فخمة، وتحف نفيسة، وتماثيل منقوشة على الحجار في الجبال، وأخاديد اصطناعية في أغوار الجبال.
وتعد مديرية يريم أكبر مديريات محافظة إب، من إجمالي عدد سكان المحافظة البالغ (2,131,861) نسمة وفقا للتعداد العام للسكان والمساكن والمنشئات للعام 2004م، وتبلغ مساحتها (581) كم مربع، وتعتبر جبال (يريم) من أهم المرتفعات الشمالية لمحافظة إب السياحية، والتي يطلق عليها اللواء الأخضر، وأشهر جبال هذه المرتفعات جبل بني مُسلم، الذي يرتفع عـن مستوى سطح البحر بحوالي (3000) متراً، على بعد حوالي (20 كيلومتراً) غرب مدينة يَرِيْم، وجبل يصبح = يحصب, جبل شربوب، وجبل عوبلة، ثم جبل ظفار، ويقع على بعد حوالي (20 كيلومتراً) أيضاً جنوب شرق مدينة يَرِيْم، والذي كان مقر الدولة الحميرية بعد مأرب، ثم جبال شخب عمار وكحلان في بلاد خُبان.
ومن عزل مديرية يريم، عزلة عراس، وعزلة رعين، وعزلة بني منبه، وعزلة خاو، وعزلة عبيدة، وعزلة بني مُسلم وعزلة بني عُمر وعزلة خودان وعزلة بني مبارز، وعزلة بني سيف العالي والسافل، وعزلة بني سبأ، وعزلة إرياب، وعزلة أعماد، وعزلة بني الحارث. وللتوضيح فإن مصطلح العزلة في اليمن يعني وحدة إدارية تتبع المديرية وتضم عدة قرى ومحلات تتبع القرى.